# Teenage Mutant Ninja Turtles & Other Strangeness
Teenage Mutant Ninja Turtles & Other Strangeness è un gioco di ruolo scritto da Erick Wujcik basato sul fumetto Teenage Mutant Ninja Turtles di Kevin Eastman e Peter Laird. Il manuale fu pubblicato per la prima volta dalla Palladium Books nel settembre 1985 — un paio di anni prima che il fumetto diventasse popolare e contiene illustrazioni originali di Eastman e Laird. Le regole sono basate sul Megaversal system della Palladium. Le regole che delineano la creazione del personaggio e forniscono una breve lista di opzioni animali furono successivamente incorporate nella seconda edizione di Heroes Unlimited.

## Personaggi
Tartarughe e ratti non sono le sole opzioni disponibili per gli animali mutati, le regole offrono una serie abbastanza varia di animali che possono essere mutati in diverse maniere (intelligenza, aspetto umano, mani funzionanti, diventare bipedi, ecc...) alcuni animali hanno accesso ulteriori varianti (per esempio le razze per i cani) e le regole consentono la creazione di nuovi animali. I personaggi hanno accesso a poteri psionici e possono provenire da una grande varietà di origini (per esempio mutazioni naturali o esperimenti dell'uomo), così come da una varietà di background formativo.
I giocatori interpretano personaggi animali che vivono nel mondo moderno, tenendosi alle frange della società umana. Uno dei dettagli più innovativi del gioco fu il sistema di allineamento che usava termini qualitativi come "di sani principi" e "miscredente" insieme a una lista di comportamenti diagnostici come "ucciderebbe uno spettatore innocente" o "non accetterebbe mai della refurtiva". Questi ipotetici comportamenti descrivevano un personaggio come rispondente o meno ai termini di un particolare allineamento.
L'ambientazione del gioco ricalca parzialmente quella del fumetto e fornisce statistiche di gioco per le tartarughe, Shredder e altri personaggi delle prime avventure. Comunque le avventure incluse nel manuale sono completamente indipendenti dal fumetto e introducono anche nuovi personaggi.

## Storia editoriale
Siembieda venne contattato da un freelancer che gli propose un gioco di ruolo basato sul fumetto. Siembieda, a cui il fumetto era piaciuto, accettò la proposta ma quando arrivò il manoscritto questo non soddisfò le sue aspettative e chiese Erick Wujcik di riscriverlo, con solo quattro settimane di tempo. Teenage Mutant Ninja Turtles & Other Strangeness. Wujcik ci mise comunque un po' di tempo in più ma l gioco fu un successo e vendette 10 000 copie in soli tre mesi.
Secondo Kevin Siembieda, la serie televisiva del 1987 (Tartarughe Ninja alla riscossa) e i film dal vivo e i film dal vivo (Tartarughe Ninja alla riscossa e seguiti), che cambiarono radicalmente l'ambientazione ebbero un impatto negativo sulla popolarità del gioco di ruolo. In un'intervista Siembieda disse che la maniera in cui le tartarughe erano rappresentate sul video le rendeva così infantili che "nessun teenager che voglia rispettarsi, si farebbe fatto beccare a giocarci anche se pensava che fossero fighe o che lo fosse il gioco sulle Ninja Turtle. Quindi le nostre vendite precipitarono da 50 000 copie in un anno a 12.000 e l'anno successivo scesero ulteriormente a 6.000"
Nel gennaio 1986, Teenage Mutant Ninja Turtles & Other Strangeness generò un gioco con un'ambientazione alternativa in un futuro post apocalittico in cui la terra era popolata principalmente da animali mutanti e superstiti umani, intitolata After the Bomb, che si sviluppò rapidamente in una linea di prodotti separata, anche se compatibili. Con la pubblicazione di questa linea la Palladium Books si liberò in parte dalle preoccupazioni legate alla licenza.
La Palladium annunciò che una seconda edizione del gioco sarebbe stata pubblicata alla fine del 1997. Comunque a causa del costo per conservare la licenza, così come i ritardi di produzione e le poche prenotazioni ricevute per il manuale la Palladium decise di terminare la sua licenza con i Mirage Studios nel gennaio 2000. Nel febbraio 2007 Siembieda suggerì che la Palladium potrebbe considerare di riacquisire la licenza a seconda dei risultati del film in CGI, TMNT e di altri fattori, ma questa prospettiva al 2013 non si è concretizzata.
L'edizione originale di Teenage Mutant Ninja Turtles & Other Strangeness conteneva una sezione con una lista dettagliata di disturbi mentali tratta da Diagnostic and Statistical Manual of Mental Disorders. I giocatori poteva scegliere un disturbo mentale per il proprio personaggio durante la creazione del personaggio o questi poteva riceverne una casuale durante il gioco in conseguenza di un trauma, come una possessione demoniaca, un'esperienza ai confini della morte o essere torturato. Questa sezione comprendeva anche una lunga lista di deviazioni sessuali che includevano la pedofilia e anche l'omosessualità (in termini di gioco un evento traumatico poteva potenzialmente indurre un personaggio a cambiare il proprio orientamento sessuale), nonostante che quest'ultimo fosse stato ufficialmente declassificato dall'essere una malattia mentale da più di dieci anni. Dopo che i genitori di alcuni giovani giocatori si lamentarono della presenza di questa lita — che era già apparsa in altri giochi della Palladium, come i manuali del Palladium Fantasy Role-Playing Game e di Heroes Unlimited la Palladium Book la coprì con un'etichetta bianca. Nelle stampe successive la lista di malattie mentali fu completamente rimossa, sebbene occasionali riferimenti ad essa rimasero nel manuale. Copie della prima edizione spuntano un prezzo extra su siti d'asta come eBay.

### Edizioni
- Erick Wujcik (1985). Teenage Mutant Ninja Turtles and Other Strangeness. Manuale base[1]
- Erick Wujcik (1986). After the Bomb. Scenario post apocalittico alternativo all'ambientazione del fumetto.[1]
- Erick Wujcik (1986). Teenage Mutant Ninja Turtles Adventures!. Cinque scenari, più regole per animali con superpoteri e un fumetto di dieci pagine.[11]
- Erick Wujcik (1987). Road Hogs. Ambientazione sulla costa occidentale degli Stati Uniti per uso con After the Bomb[11]
- Erick Wujcik (1987). Teenage Mutant Ninja Turtles Guide to the Universe. Supplemento dedicato all'esplorazione dello spazio[11]
- Erick Wujcik (1988). Mutants Down Under. Ambientazione australiana per uso con After the Bomb[11]
- Erick Wujcik (1989). Transdimensional Teenage Mutant Ninja Turtles. Regole per avventure nel tempo e in mondi paralleli.[12]
- Jape Trostle e Kevin Siembieda (1990). Truckin' Turtles. Sei scenari ambientati negli Stati Uniti[12]
- Daniel Greenberg (1990). Turtles Go Hollywood. Una serie di scenari ambientati a Hollywood[12]
- Erick Wujcik (1990). Mutants of the Yucatan. Ambientazione centroamericana per uso con After the Bomb[11]
- (1990). Teenage Mutant Ninja Turtles and Other Strangeness Game Shield. Schermo del master, comprende uno scenario per Mutants of the Yucatan[11]